# Кучеренко Олексій Юрійович
Олексі́й Ю́рійович Кучере́нко (нар. 3 квітня 1961, Вінниця) — український політик. Міністр з питань житлово-комунального господарства України в другому уряді Юлії Тимошенко. Народний депутат Верховної Ради України III (безпартійний), V (Блок «Наша Україна»), VI (Наша Україна — Народна самооборона), IX (Батьківщина) скликань. Голова Запорізької облдержадміністрації в 2000—2001 рр.
З 2007 року очолює всеукраїнську громадську організацію «Спілка власників житла України».
Голосував за закон України 12414, який був ухвалений з порушенням Регламенту Верховної Ради України та підпорядкував НАБУ та САП Генеральному прокурору.

## Освіта
Середню освіту здобув у Київському природничо-науковому ліцеї № 145.
Закінчив факультет кібернетики Київського державного університету імені Тараса Шевченка (1983), «Прикладна математика», математик; Академію державного управління при Президентові України (1998—2001).
Магістр державного управління, академік Української муніципальної академії. кандидат соціологічних наук (1999), захистив дисертацію за темою «Концепції елітизму в контексті процесів демократичної трансформації» (Інститут соціології НАН України, 1998).

## Трудова діяльність
У серпні 1978 — червні 1983 року — студент факультету кібернетики Київського державного університету імені Тараса Шевченка. Одночасно у 1980—1983 роках — оператор ЕОМ НВО «Міськсистемотехніка»; лаборант відділу формування і термообробки Київської філії Всесоюзного НДІ будівельних матеріалів.
У серпні 1983 — листопаді 1985 року — стажист-дослідник, у листопаді 1985 — січні 1988 року — молодший науковий працівник Інституту кібернетики АН УРСР ім. В. М. Глушкова. Одночасно закінчив аспірантуру цього ж інституту.
У січні — червні 1988 року — інструктор відділу по роботі з науковою молоддю Київського міського комітету ЛКСМУ — директор комп'ютерного клубу «Київ». У червні 1988 — січні 1992 року — завідувач науково-дослідного відділу Київського міського центру науково-технічної творчості молоді «Прогрес».
У січні — грудні 1992 року — генеральний директор Українсько-німецького спільного підприємства «WDC», місто Київ.
У січні 1993 — січні 1995 року — генеральний директор, у січні 1995 — квітні 1998 року — співголова правління спільного підприємства «Інтеркас — Київ».
У вересні 1995 — січні 1997 року — за сумісництвом член правління, у січні — жовтні 1997 року — за сумісництвом голова ради директорів, у жовтні 1997 — квітні 1998 року — за сумісництвом голова правління АТЗТ «Інтергаз» (м. Київ).
У грудні 1996 — жовтні 1997 року — за сумісництвом голова наглядової ради, президент ВАТ «Полтавський гірничо-збагачувальний комбінат».
З 1993 по 1997 рр. виступав за футзальний клуб «Інтеркас» (Київ) у першій, а згодом і вищій лізі. Був віце-президентом клубу. З 1997 по 2001 рр. виступав за фарм-клуб «Інтеркас-2» у другій лізі.

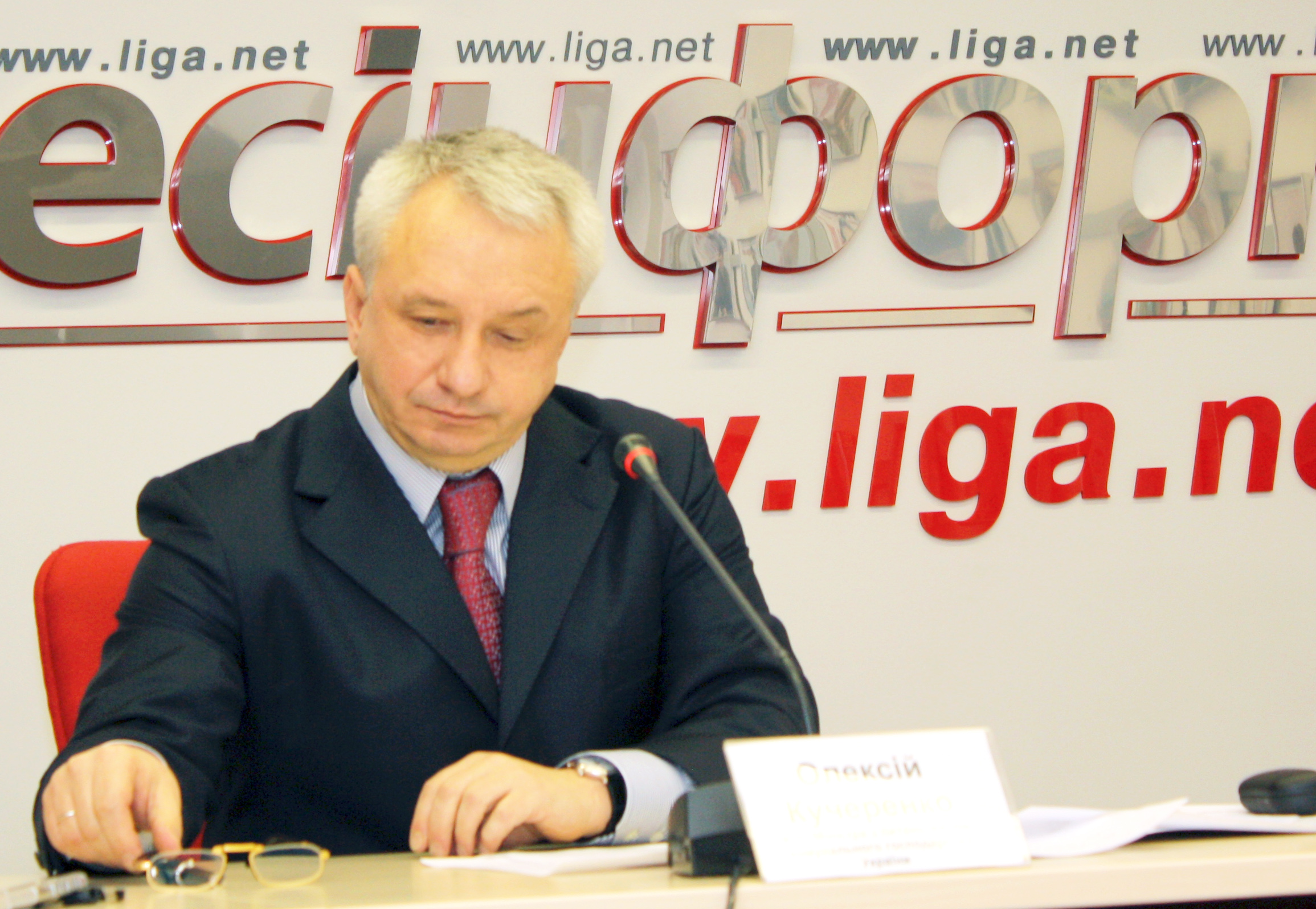
Олексій Кучеренко у 2010 році

З березня 1998 по квітень 2002 — Народний депутат України 3-го скликання від виборчого округу № 80 Запорізької області. Член Комітету з питань ПЕК, ядерної політики та ядерної безпеки. У 1999—2002 роках — перший заступник голови Комітету Верховної Ради України з питань паливно-енергетичного комплексу, ядерної політики та ядерної безпеки.
14 червня 2000 — 19 березня 2001 року — голова Запорізької обласної держадміністрації.
У вересні 2002 — лютому 2005 року — голова спостережної ради, президент Холдингової компанії «АвтоКрАЗ».
26 лютого — 14 грудня 2005 року — голова Державного комітету України з питань житлово-комунального господарства.
14 грудня 2005 — лютий 2006 року — 1-й заступник Міністра будівництва, архітектури та житлово-комунального господарства України.
У лютому — квітні 2006 року — головний науковий працівник Інституту соціально-економічних стратегій у Києві.
Народний депутат України 5-го скликання з квітня 2006 до червня 2007 від Блоку «Наша Україна», № 47 в списку. На час виборів: тимчасово не працював, член НСНУ. Голова підкомітету з питань житлово-комунального господарства Комітету з питань будівництва, містобудування і житлово-комунального господарства (з липня 2006), член фракції Блоку «Наша Україна» (з квітня 2006). Склав депутатські повноваження 14 червня 2007.
Народний депутат України 6-го скликання з листопада до грудня 2007 від блоку «Наша Україна — Народна самооборона», № 52 в списку. На час виборів: керівник виконавчого комітету Київської обласної організації НСНУ, член НСНУ. Член фракції Блоку «Наша Україна — Народна самооборона» (листопад — грудень 2007). Склав депутатські повноваження 19 грудня 2007.
18 грудня 2007 — 11 березня 2010 року — міністр з питань житлово-комунального господарства України.
У лютому 2019 року зареєстрований довіреною особою кандидата на пост Президента України Тимошенко Юлії Володимирівни на чергових виборах Президента України 31 березня 2019 року.
На позачергових виборах до Верховної ради України 21 липня 2019 року був обраний народним депутатом України, займаючи 18-ту позицію у списку кандидатів від політичної партії ВО «Батьківщина».
29 серпня 2019 року був обраний на посаду першого заступника голови комітету з питань енергетики та житлово-комунальних послуг у Верховній Раді України IX скликання.

## Громадська та публічна діяльність
Автор та співавтор книг «Державне управління: плани і проєкти економічного розвитку», «Записки губернатора», «Один рік з життя народного депутата», «В політиці, як на замінованому полі», «Політична еліта України: теорія та практика трансформації», численних законопроєктів та публікацій в засобах масової інформації.
У 2000 році заснував і очолив Інститут соціально-економічних досліджень. Співголова Всеукраїнської організації місцевого та регіонального розвитку «Міжрегіональний союз» (з 2000). Президент Всеукраїнської громадської організації «Асоціація споживачів послуг монополій — Антимонопольний союз» (з жовтня 2001). Віце- президент Української спілки промисловців та підприємців з питань промисловості (з 12 червня 2003). Член Національної ради спілки лідерів місцевих та регіональних влад. Голова Фонду підтримки регіональних ініціатив. Президент громадського благодійного фонду «Допомога». Академік Муніципальної академії України. Голова Федерації Роботодавців Київського регіону «Київщина». Член Товариства «Вінничани у Києві».
У 2006—2007 роках взяв участь у заснуванні всеукраїнської громадської організації «Спілка власників житла України», яку очолює з того часу.
У 2015 році долучився до створення громадської організації «Тарифна мобілізація».
З 2017 року веде щотижневу телепередачу «Злий Дім» на телеканалі ZIK, у якій з експертами обговорює актуальні проблеми житлово-комунального господарства України.
Також з 2017 року — ведучий щотижневої телепередачі «Суб'єктивні підсумки з Олексієм Кучеренком» на каналі NewsOne, у якій розглядаються всі важливі та резонансні новини.
Одружений, виховує чотирьох синів.

## Офіційні звернення, судові позови

### НАК «Нафтогаз України»
Під час ознайомлення з офіційними звітами НАК «Нафтогаз України» у складі Робочої групи ВР щодо тарифів, виявив, що НАК «Нафтогаз України» надав недостовірні дані в офіційному звіті 2014 року, завищивши загальний обсяг газу, витраченого на потреби населення у 2013 році на 7,56 млрд м³. Тому О. Кучеренко звернувся [Архівовано 25 травня 2019 у Wayback Machine.] до генпрокурора України Віктора Шокіна з вимогою притягнення до відповідальності посадових осіб НАК «Нафтогаз України» за можливу підробку офіційних звітів 2014 року.
У результаті Київська міліція відкрила кримінальне провадження, розпочато досудове розслідування за ч. 2 ст. 366 КК України — службове підроблення, що спричинило тяжкі наслідки. За умови підтвердження недостовірної інформації щодо балансів газу Нацкомісія, що здійснює регулювання у справах енергетики та комунальних послуг (НКРЕКП), матиме всі підстави переглянути тарифи.

### Тарифи на утримання будинків і прибудинкової території
Від імені Спілки власників житла України 2017 року оскаржив в суді новозатверджені розпорядженням КМДА № 668 від 6 червня 2017 року тарифи на утримання будинків та прибудинкових територій, що надають комунальні підприємства — керуючі компанії з обслуговування житлового фонду районів міста Києва для 8327 будинків міста.
У 2018 році Окружний адміністративний суд Києва визнав протиправним та скасував оскаржуване розпорядження, Шостий апеляційний адміністративний суд залишив рішення у силі, однак у 2019 році Касаційний адміністративний суд направив справу на новий розгляд до суду першої інстанції.
На проведеній у лютому 2019 року пресконференції наголосив, що за розрахунками, мінімум 1,5 млрд грн було зайве стягнуто з киян за півтора року дії протиправних тарифів.

### Ціна на природний газ
У 2016 році як представник Юлії Тимошенко та співзасновник ГО «Тарифна мобілізація» оскаржив у суді постанову Кабінету Міністрів України № 315 від 27.04.2016 року, якою, в тому числі, визначався порядок формування ціни на природний газ для потреб населення.
На початку 2019 року Окружний адміністративний суд міста Києва визнав оскаржувану постанову протиправною та нечинною.
На прес-конференції стосовно даного судового рішення зазначив, що за підрахунками, за час дії оскарженої постанови (2,5 роки), споживачі переплатили за газ зайвих 40-50 млрд грн.
8 липня 2019 року Шостий апеляційний адміністративний суд залишив в силі рішення першої інстанції.

## Представництво в мережі інтернет
- Канал Олексія Кучеренка в Youtube [Архівовано 14 червня 2020 у Wayback Machine.]
- Персональний сайт Олексія Кучеренка [Архівовано 18 квітня 2019 у Wayback Machine.]
- Сторінка Олексія Кучеренка у Facebook [Архівовано 20 квітня 2019 у Wayback Machine.]
- Приватний акаунт Олексія Кучеренка у Facebook

## Відео та публікації
- Олексій Кучеренко: Ціни на газ для населення сьогодні не обґрунтовані [Архівовано 18 вересня 2021 у Wayback Machine.] (12.05.2019)
- Кучеренко Олексій: про обсяги споживання газу [Архівовано 18 вересня 2021 у Wayback Machine.] (12.06.2015)
- Про тариф на послугу з утримання будинків та прибудинкових територій (10.01.2019)
- СВЖУ вимагає терміново вирішити проблему завищених рахунків за газ [Архівовано 26 червня 2019 у Wayback Machine.] (28.01.2019)
- Олексій Кучеренко на телеканалі Україна про ситуацію з тарифами [Архівовано 18 вересня 2021 у Wayback Machine.] (02.02.2019)
- Голова СВЖУ закликає не підтримувати законопроєкти щодо «автоматичного» коригування тарифів [Архівовано 15 лютого 2019 у Wayback Machine.] (10.02.2019)
- Олексій Кучеренко про нову методику розподілу спожитих комунальних послуг (13.02.2019)
- Українці вже не спроможні платити за комуналку, — Кучеренко (25.03.2019)
- Олексій Кучеренко зустрівся з жителями Оболоні та Дарниці [Архівовано 26 червня 2019 у Wayback Machine.] (27.03.2019)
- Голова СВЖУ на зустрічах в Одесі та Чорноморську розглянув актуальні проблеми ЖКГ [Архівовано 26 червня 2019 у Wayback Machine.] (29.03.2019)
- 75 мільярдів гривень боргів за комуналку — це вже проблема рівня РНБО [Архівовано 26 червня 2019 у Wayback Machine.] (25.04.2019)
- Про неякісні комунальні послуги, пеню, субсидії, та реформу галузі (20.06.2019)

## Сім'я
П'ятеро дітей